# Rugaspidiotinus fuscitatis
Rugaspidiotinus fuscitatis är en insektsart som först beskrevs av Ferris 1938.  Rugaspidiotinus fuscitatis ingår i släktet Rugaspidiotinus och familjen pansarsköldlöss. Inga underarter finns listade i Catalogue of Life.